# … wo bleibt unser Altbier?
… wo bleibt unser Altbier? ist ein von Hans Ludwig Lonsdorfer geschriebenes Karnevalslied aus dem Jahr 1978. Das Lied wurde 1978 in einem Hinterhofstudio an der Ellerstraße in Düsseldorf eingespielt. Als Backgroundsänger wurde Ralph Marquis engagiert, den Hauptpart sang Lonsdorfer selbst. Das Lied sorgte bei den ersten Aufführungen im Karneval für große Begeisterung. Direkt bei den ersten Aufführungen sprang das Publikum auf das Lied an, schunkelte und sang mit.
Das Lied wurde vom Karnevalssänger Hans Lötzsch († 1998 in Düsseldorf) bei der Karnevalistischen Hitparade im WDR vorgetragen. Es wurde vom Fernsehpublikum am 4. Februar 1978 zum besten Karnevalsstück der Session gewählt. Der Düsseldorfer wurde dafür mit einem Goldenen Dom als Preis ausgezeichnet.
Das Lied wurde 1986, zwei Jahre nach Lonsdorfers Tod, unter dem Titel Das Altbierlied von Die Toten Hosen gecovert und auf dem Album Damenwahl veröffentlicht. Eine weitere Version wurde von Tom Angelripper veröffentlicht. Das Jazz Ensemble Düsseldorf veröffentlichte 2016 eine Jazz-Aufnahme.
Das Karnevalslied mit dem eingängigen Refrain (Ja sind wir im Wald hier? Wo bleibt unser Altbier? Wir haben in Düsseldorf die längste Theke der Welt …) wird mittlerweile auch außerhalb des Karnevals in Stadien zu Fußball- und Eishockeyspielen Düsseldorfer Clubs gesungen.